# Tetraneura sikkimensis
Tetraneura sikkimensis är en insektsart. Tetraneura sikkimensis ingår i släktet Tetraneura och familjen långrörsbladlöss. Inga underarter finns listade i Catalogue of Life.